# Wapen van Hoogkerk, Leegkerk en Dorkwerd

Het wapen van de heerlijkheid Hoogkerk, Leegkerk en Dorkwerd

Het wapen van de heerlijkheid Hoogkerk, Leegkerk en Dorkwerd werd op 15 december 1819 bij besluit van de Hoge Raad van Adel verleend.

## Beschrijving
De blazoenering van het wapen luidt als volgt:
Van zilver, beladen met eene gouden klok- en eene krullelie. Het schild gepunt van zwart.
De heraldische kleuren zijn: goud (geel), sabel (zwart) en zilver.

## Geschiedenis
In 1753 kochten dr. Jacob Beugel en Jan Harm Franke het beklemrecht op de Elmersmastede, een borg in Hoogkerk, en bijbehorend grond waarop zij eerder een zeepziederij lieten oprichtten. Beugels aandeel ging na zijn overlijden naar Franke, die zelf in 1783 overleed. In 1803 kocht Frankes erfgenaam, zijn dochter Geertruida, borg en grond van de familie Lewe. Bij de veiling van de nalatenschap van Carel Justus Lewe van Aduard in 1815, kocht zij ook de heerlijke rechten van de familie Lewe in Hoogkerk, Leegkerk en Dorkwerd.
In 1815 vroeg Geertruida het wapen bij de Hoge Raad van Adel aan. Ze gebruikte daarbij haar familiewapen.  Volgens haar moest het wapen er zo uit zien: twee regt opgaande ruggelings tegen een ander staande gouden lelie bloemen, het eene een kloklelie en het ander een krullelie op een silverveld, het onderstuk zwart, gedekt met een na de regterhand gekeerde gesloten en gekroonde helm, uit welke dezelfde weder uitkoomen en omgeven met twee groene palmstukken.
Op 15 december 1819 werd het heerlijkheidswapen verleend, alleen wijkt dit verleende wapen af van het wapen dat werd aangevraagd. Zo is in het wapen geen gekroonde helm met de daaruit komende klok- en krullenlelie en palmtakken opgenomen.

## Verwant wapen

Het wapen van Hoogkerk

Aagtekerke
· Baak
· Bennebroek
· Blitterswijk
· Cadier
· Cleverskerke
· De Vuursche
· Dorenweerd
· Geersdijke
· Hemmen
· Hensbroek
· Hoogkerk, Leegkerk en Dorkwerd
· Kattendijke
· Kerkwijk
· Laag Nieuwkoop
· Lede en Oudewaard
· Lichtenberg
· Limmen
· Nederveen-Cappel
· Oostwaard
· Oostcapelle
· Poortvliet
· Sint Philipsland
· Verwolde
· Wanssum
· Westervoort
· Wisch
· Wiskerke
· Zaanen